# 赫炎のインガノック
『赫炎のインガノック ～What a beautiful people～』（せきえんのインガノック ホワット ア ビューティフル ピープル）は、2007年11月22日にライアーソフトから発売されたアダルトゲーム。

## 作品概要
ライアーソフトが本作以前に発表した『蒼天のセレナリア』をはじめとする複数の作品と、世界観を共有する物語群の1つである。
超高度に発達した蒸気文明はスチームパンク作品群に題材を求め、地名や一部の登場人物にはクトゥルフ神話の影響が見られる。また、作中には魔術や聖書に由来する用語・設定が随所に鏤（ちりば）められ、シナリオライター桜井光のジュブナイル的な基本精神と共に、壮大にして謎多き作品世界を引き締める柱となっている。
今作はその内の『既知世界』と呼ばれる世界に存在する二大国の一方である、『王侯連合』の一都市『インガノック』を舞台とする。突如都市を襲った《復活》と呼ばれる原因不明の災厄。不可解にして過酷な状況の中でたくましくも生き続ける人々の在り方と、人間の純粋な想いが生み出してしまった悲劇。そして《美しいもの》と呼ばれる変わらない“何か”を、主人公である青年医師ギーを基点とする12の章を通して描いた同社の意欲作。

## ストーリー
10年前。《復活》と呼ばれる原因不明の災厄により、全てが捻じ曲げられ、異形と化した都市『インガノック』。かつてこの世の理想郷たる完全環境都市（アーコロジー）を目指したそこは、今では外界と隔絶され、都市存続を唯一至上の目的とする非情な法律と、現出したお伽噺の住人、神話の怪物達が跋扈し、奇病業病が蔓延する地獄の様相を呈していた。
そんな中。人々に変人と罵られながらも、弱者撲滅を謳う都市法に抗い、手を差し伸べ続ける巡回医師ギー。彼は《復活》後の都市で独自に生み出された魔法にも似た超技術『現象数式（クラック）』を操る、『違法数式医（イリーガル＝クラッキング・ドク）』だった。
溢れる“死”に感情を凍てつかせ、己の身を省みず手を差し伸べても、零れ落ちていく命達。もはや使命感か義務感か、己を衝き動かすものの正体さえ掴み切れはしない。そしてまた、ギーも自身に芽生え始めた狂気を自覚していた。
『こんにちは。ギー』
今日も幻の道化師は囁く。ギーの視界の端で踊り続ける、この十年で芽生えた狂気。
…しかし。その日は何かが違っていた。
『こんにちは。ギー。雑踏をよく見てご覧』
狂気が造り出した幻に過ぎない筈の、道化師の導き。ギーは自嘲しながらも、気付けば声に従っていた。
――そしてギーは出会ったのだ。彼の、そして都市の命運をも左右する二人に。
一人は少女。この異形都市に在りながら穢れを知らず、人が忘れた“笑顔”を絶やさぬ不思議な少女。
一人は影の巨人。お伽噺の住人にして、都市に残された最後の希望と謳われる“鋼の人形”。
ギーが得たものとは一体？ 《奇械》とは何か？ 都市が忘れていた真実とは？
閉ざされていた物語は、少しずつ動き始める……。

## 舞台
異形都市（閉鎖都市）インガノック
湖上を埋め立てた人工土壌の上に建設された、積層型巨大構造体から成る『王侯連合』の大型機関都市。
かつて完全環境型都市（アーコロジー）を目指したそこは、《復活》後十年を経た今ではこの世の地獄と化している。《復活》と同時に発生した《無限霧》によって外界とは完全に隔絶され、王侯連合は既にインガノックを「連合に所属しない廃墟」として定めたという。
都市の頭頂部（全体の2%）には支配者層である上層貴族が住まう区画があり、100万に及ぶ市民が住まう残りの98%は全て下層とされる。下層は13の層プレートによって構成され、各プレートは大階段及びモノレールによって繋がれている。上層に近いプレートほど市民等級の高い裕福な市民が多く居住し、層を下るに従って生活水準は悪化していき、最下層では餓死者が出ることすら珍しくは無い。
主人公であるギーが居住し、物語の基点となるのは第7層の第28区画にあるアパルトメントの2号室。

## 主要登場人物
ギー
声：古河徹人
主人公。異形化した都市で弱者に手を差し伸べ続ける巡回医。キーアとの出会いをきっかけとして、都市に残された最後の希望であり、最強の力でもある《奇械》ポルシオンの宿主として選ばれる。都市の全ての人間と同様に、《復活》前後の記憶を失っている。致命的なほどのお節介焼きであり、誰もが諦める状況でも決して患者を見捨てることはない。しかし脳変異により、食欲を感じないなどの神経構造の障害を抱えており、自身は不養生になりがちで周囲が常に心配するほど。一方この変異によって現象数式を使うことができ、医療用のものを習得して実用している。
10年前に起きた上層付属病院崩落事故の際、重傷を負ったキーアを治療したが、力及ばずキーアは命を落とし、それ以降誰かを助けることを己の目的とするようになった。当初《復活》の影響でそのことを忘れていたが、グリム＝グリムにさらわれたキーアを助けるために向かった黄金螺旋階段の果てでその記憶と己の願いを取り戻し、その願いにより都市は解放され、解放された都市にはキーアの今際の際の願いにより、青い空が見えていた。
その後の詳細は明かされておらず、生死すら不明。
キーア
声：かわしまりの
物語の鍵を握る少女。ギーのすぐ近くに寄り添い、彼の生きる姿を見つめ続ける。直感的に人の嘘を看破し、その瞳は《美しいもの》さえ見通す。その出自や過去はプロの情報屋にも掴めず、自らも一切語ろうとはしない。ギーのアパルトメントで預かる為の名目として、“あくまでも一時的に”彼の養女となった。アティをギーの『奥さん』と呼び、そのたびにアティは照れまくり、ギーは淡々と「奥さんではない」と訂正している。混沌たる都市下層にあって、誰へも笑顔を向けることができる希有な人間である。
《奪われた者》の一人。10年前の上層付属病院崩落事故で既に死亡しているが、グリム＝グリムの手で蘇った。死に際に自分を必死に助けようとしたギーには信頼と好意を寄せている。
都市解放後の詳細は明かされておらず、生死すら不明。
アティ
声：野月まひる
本作のヒロイン。《忌罹病》により猫や虎に似た幻想の異人種《猫虎》に変異した為に、上層を追われた過去を持つ。右眼に発現した黄金瞳の効果によって、その身は成長も老化もしなくなった。生きる為に様々な数秘機関を肉体に埋め込み、荒事に身を置く。明るさに満ちた、蓮っ葉で皮肉屋な娘。肉体はしなやかで俊敏に、爪は鋭く、精神はたくましく。でも、本当は──
物語終盤、レムル・レムルによって変異を加速させられ暴走を始めるが、ギーの《悪なる右手》によって救われる。それによって人間に戻ったが、インガノックで過ごした10年間の記憶をすべて失い、ギーのことも忘れてしまった。
その後の詳細は後述のノベル版で語られている。
ケルカン
声：越雪光
自らを巡回殺人者と任じる、特1級指名手配犯。『死』こそがインガノックにおける救いであると嘯き、その鎌を振るう死神。《奇械》クセルクセスを自在に操り、ことごとく対極を行くギーの前に立ち塞がる。
実はキーアの兄。10年前の崩落事故の際、キーアが苦しむ姿を見ていられず、ギーに対して治療の停止を迫った。そして《復活》の影響でその記憶を失い、死が救いであるという歪んだ願いだけが残ってしまった。そしてその記憶を取り戻した彼は黄金螺旋階段の果てに至り、インガノックを崩壊させようとするがギーに敗れた。
ルアハ
声：青山ゆかり
糸を失った主無き自動人形と人々から呼ばれる、鋼鉄の娘。全身を改造された機関人間。キーアとの出会いにより自我を取り戻すきっかけを得るが、その無垢なる精神はより強い感情へと次第に引き寄せられていく。
老師イル
声：なし
影の猫。傍観者にして、ありとあらゆるものを観測し得ると言われる幻想の異人種《観人》の老人。大きな肉球と静かな瞳、ユーモラスにして捉えどころの無い言動が印象的な人物。その知識と人格により、下層の人々から「老師」と呼ばれ慕われている。
グリム＝グリム
声：真田雪人
ギーの視界に度々現われる、仮面の道化師の幻。時折、現実の視界や夢の視界の片隅に現れては、ギーに謎かけの言葉を放つ。
その正体は大公爵が執り行った根源の現象数式実験により顕現した現象数式体。10年前、上層付属病院崩落事故で娘と生まれるはずだった孫を失った大公爵は、碩学協会からもたらされた《緑色秘本》を用いて根源の現象数式を構築し、それを己の脳に刻み込み崩落事故で命を落とした41人の胎児を復活させようとした。だが根源の現象数式はグリム＝グリムとして形を成し、《復活》が引き起こされた。そしてグリム＝グリムは、インガノックに生きる全ての住人を見つめ嘲笑しながら、願いを持ち黄金螺旋階段の果てに辿り着く者を待っている。
大公爵アステア
声：滝沢アツヤ
偉大なる碩学にして魔術師。《復活》によって壊滅寸前にまで陥った都市を復興させる原動力となった、現象数式の発見者でもあるインガノックの支配者。その一方で、都市存続の障害となる弱者の撲滅を謳う『死の都市法』を制定するなど、二面性を併せ持つ。現在は何らかの理由によって身を隠している。
レムル・レムル
声：理多
過去再生者であり現在増殖者（アポンダンス・レムル・レムル）であるもの。41の生まれなかった命の一つにして《奪われた者》。原始にして最強の《奇械》ラウダトレスを操る、《善なる左手》の持ち主。序盤では黄金螺旋階段の頂上、暗闇の幽閉の間に封じられている。少年の姿をしており、家族として兄と姉が一人いるものの、疎遠で、特に兄との関係は良好とは言い難い。

## 用語
《復活》
連合歴533年12月25日、インガノックを襲った異常現象。
地下中央機関はドラゴンの住処となり、富裕なる都市上層には妖精や幻獣が、貧困たる都市下層には異様なまでに育った植物や妖樹がはびこった。生き延びた下層の人々のうち多くが異形の姿へと変じ、都市近郊には恐るべき妖物魔物が跋扈し、無力なる人々を襲う危険な都市へと変貌した。
現在では、多くの犠牲と知恵によって神秘生物たちとの共存を辛うじて果たし、41体のクリッターから逃れ、生きるための領域を確保し、失われつつあった機関技術と文明による生活をなんとか維持している。
インガノック歴10年、都市は解放されたが、この現象の影響で時空さえも歪んでしまっていたらしく、外部では一年しか過ぎていなかった。そしてその間に独自の発展を遂げた機関技術はインガノック・テクノロジーとして持て囃されている。
忌罹病
《復活》以後、発生するようになった、都市の病。遺伝子をねじ曲げ、人の姿を幻想の異人種へと変節させる。別名、変異病。
樹化病
正確には病ではなく、クリッター・ブラッドツリーの死の種子が肉体に着床してしまった人間の「状態」を指す。着床された人間は肉体と精神を蝕まれ、肉体を“蔦”に奪われ、罹病者は数年のうちに死に至る。なお、肉体に付いた根は侵食部位の切断で対処可能だが、精神に根付いた種子は取り除くことができない。
都市法においては、樹化病の罹病者は排除対象、すなわち処刑の対象である。
現象数式
大公爵が発見した技術。その数式を真に理解し、脳裏に描くことで様々な物理法則を捻じ曲げる現象を引き起こす。その力は重火器を超える破壊や破損した肉体を瞬時に修復するなどまさしく魔法のような力である。だがその複雑かつ奇怪な理論の習得できるものは限られており、使用できる人間は都市人口の1％に満たない。
奇械
《復活》の後に現れた鋼鉄の鎧に身を包んだ、影の如き異形たち。人に《美しいもの》をもたらすと噂される。
その正体は、10年前の上層付属病院崩落事故で生まれることなく命を落とした41人の胎児が姿を変えた存在。彼らは未だ生まれていない可能性であるためあらゆる物理的な干渉を無効化し、自らの死因を元にした能力を持っている。宿主となった人間の背後に佇み、その思いによって進化していく性質を持つ。
ポルシオン
ギーの《奇械》。大きく開かれた右目が特徴の鋼の人型鋼鉄。超高熱を発する《切り裂く炎の右手》と超質量で叩き潰す巨大な腕《打ち砕く王の右手》を胸部の門から召喚する能力を持つ。後にギーの思いの影響から《終期型奇械》として覚醒し、両目が開き、対象の現在を奪い取りあらゆるものをキャンセルする《悪なる右手》の能力を得た。
この物語は彼の視点で語られている。物語途中で現れる心の声モードは、彼が登場人物の心の声や西方碩学協会主宰トートが記録した情報を閲覧しているものである。
クセルクセス
死神的な印象を与えるケルカンの《奇械》。ぽっかりと空いた、髑髏のような眼窩が特徴。人間に似た姿だが、両腕が長く鎌状になっており、腰から下は背骨が伸びた尾のようなものしかない。切り傷を与えた者を即死させる《安らかなる死の吐息》の能力を持つ。ギーの《奇械》とは異なり、ケルカンの意思によって自由に呼び出すことが可能。作中終盤では、ケルカンが黄金螺旋階段の果てに至り、《奇械》トートへと変貌する。進化したポルシオンの攻撃を避け、彼を撃破寸前にまで追い詰めるなど、今までの《奇械》やクリッターとは一線を画する能力を秘めている。
オロ
母を失った少年ヨシュアの《奇械》。ヨシュアが過去の記憶と共に絶望と怒りを思い出した時、現出してしまう。半ば意識を失った状態で悲しみに囚われたヨシュアを体の中に取り込む。触腕を持ったゆりかごのような姿をしている。ヨシュアが抱えている過去の記憶は前の奇械使いのものであり、同時に前の奇械使いが《奇械》に託した唯一の願いでもある。相手の自壊を引き起こす黒霧《この胸を苛む痛み》を持つ。
ザハーク
大蜘蛛に似た量産型《奇械》。新型違法ドラッグ「アムネロール」によって引き出され、個性を持たない大量生産品の如き姿の哀れな《奇械》。他の《奇械》は名前ごとに1体のみだが、量産型であるため総数で33体が存在する。肢から電撃・熱線を放つ《忌まわしき暗き空》の能力を持つ。
ラウダトレス
レムル・レムルが持つ原初にして最強の《奇械》。2対4本の腕を持ち、奇妙な模様のマントに身を包む。顔は兜に覆われており、無貌。目はない。攻撃能力は有していないが、対象の過去を無限再生させ、対象の“耐えきれない現在”を無限増殖させる力──白色をした《善なる左手》によって、立ち塞がるものの肉体と精神を変容させる。この《奇械》の左手に耐えうる知性生物は存在しない。

《奇械》使い
ギー達のような《奇械》を得た者。この名称は下層に薄く広く広がっている。《奇械》使いとされる人物の多くは下層における数少ない英雄的人物を指す。
路地の騎士（ストリート・ナイト）
ほんの一時期のみ活動が囁かれていた英雄であり、《奇械》使い。クリッターや幻想生物の脅威の下で無数の命を奪われつつあった下層で、僅かながらも刃を以て恐怖に立ち向かった人物。
都市最強最速を謳われた路地の騎士。全身に数秘機関を埋め込んだ機関人間であると言われるが、確かな正体は記録されていない。
作中では、その成れの果てとも言える人物が登場する。

《奇械憑き》
背後に佇む彼らに頼りすぎたがために、背後に佇む彼らを無視してしまったがために、《奇械》に操られた《奇械》使いの事を指す。
ヨシュアがこれに該当する。
クリッター
都市インガノックに現出した凶暴な大型の異形41体。動物や生物ではなく”災害”のようなもの。人間の中の恐怖を呼び起こし硬直させる"クリッターボイス"を持つ。幻想生物との違いは、必ず体のどこかにゼンマイ捻子が存在する。
正体は、院長が生まれてくる子供たちへ渡そうとした玩具が姿を変えたもの。
ウェンディゴ
大猿のような姿。全身が白い毛皮に覆われており、二足歩行する。手の爪は硬く長く、かぎ爪のような武器となり、致命的な病原菌を対象へ送り込むことができる。獣のように自分から襲うのではなく、催眠能力で配下とした人間を用いて犠牲者を手に入れる。
妖樹（ブラッドツリー）
南洋に棲息した吸血植物のような姿。41体のうち唯一”増殖”するクリッター。都市下層で最も有名で、最も多くの被害を生み出す存在である。無差別に人間を襲うクリッターの中では珍しく方向性が決まっており、西亨人の血を好んで襲い掛かる。都市下層たびたびで確認されているのは本体が放った種子から成長した黒色と赤色で構成された蔦であり、妖樹本体は10年前から存在が確認されていない。また樹化病の原因でもあり、ギーは何度も苦汁を舐めさせられた。
バンダースナッチ
歪な竜の姿をしたクリッター。情報体であるため肉体を持たないが、情報空間では無類の強靱さを誇る。ドラゴンに匹敵する恐ろしい存在であると言われ、10年前の《復活》の際には都市各所で多大な被害をもたらした。10年前に大暴れした時と違って現在では広範囲の活動をやめ、人間をひとりずつ深い絶望に浸らせようと活動している。唯一、人語を話せるクリッターである。
ゴーレム
巨人の姿をしている。主に水源や貯水池で出現することが多いとされる。ゴーレムは複数存在しており、その総数は33体。すべて同型であるが、それぞれに微妙な差異がある。背中にゼンマイ捻子がある。作中で出現したのは最大級の固体で、S（ストーン）・ゴーレムと呼ばれる。
サウンドブラスト
超小型クリッター,死の音を撒き散らし、相手の精神を破壊する。
後に都市管理部の手でスーク・ベイリングに移植され、彼の濾過性病原体と融合したことで人間を己の複製に変える能力を手に入れる。
ドラゴン
竜の姿をしている。地下中央機関を根城とする全クリッターの中で最強のクリッター。

ミラン・ガガール
《奪われた者》であるペトロヴナが持つ《奇械》ミランとクリッター・ブラッドツリーを掛け合わせた存在。数メートルのうごめく樹木のような姿。《奇械》とクリッター両方の性質を持ち合わせている為、《奇械》の攻撃を無力化する。命を持たずに可能性に落とされた彼らは可能性ゆえに世界や人を圧倒できる。ギーを食らい都市インガノックを自分という存在で満たそうとした。クリッターとして有する弱点は"現在の奪取"のみである。

## スタッフ
- 企画原案・シナリオ：桜井光
- 原画・キャラクターデザイン：大石竜子
- 音楽：Blueberry & Yogurt／マッツミュージックスタジオ
- OP／ED：Rita（理多）
- 音声キャスト：ロックンバナナ

## FC特典シナリオ
ファンクラブ会員に配布された特典。この特典ディスクをインストールすることでミース主観のおまけシナリオがプレイできる。

## 赫炎のインガノックウェブノベル
ライアーソフトの赫炎のインガノックの特設ページで閲覧することができる。いくつかある各ノベルの時期はまばらであり、本編より以前、本編中、END後と多様である。なお、ノベルはネタバレを含むので本編クリア後に読むのが望ましい。